# Medina de Pomar
Medina de Pomar é um município da Espanha na província de Burgos, comunidade autónoma de Castela e Leão, de área 305 km² com população de 5777 habitantes (2007) e densidade populacional de 24,59 hab/km².

## Demografia
| Variação demográfica do município entre 1991 e 2004 | Variação demográfica do município entre 1991 e 2004 | Variação demográfica do município entre 1991 e 2004 | Variação demográfica do município entre 1991 e 2004 |
| --------------------------------------------------- | --------------------------------------------------- | --------------------------------------------------- | --------------------------------------------------- |
| 1991                                                | 1996                                                | 2001                                                | 2004                                                |
| 5336                                                | 5512                                                | 4870                                                | 5282                                                |